# 狩りをするディアナとニンフたち
『狩りをするディアナとニンフたち』（かりをするディアナとニンフたち、西: Diana y sus ninfas cazando、英: Diana and her Nymphs Hunting）は、フランドルのバロック期の巨匠ピーテル・パウル・ルーベンスが1636-1637年にオーク板上に油彩で描いた絵画である。マドリードに近いエル・パルドの森に建てられた狩猟館「トッレ・デ・ラ・パラーダ」を装飾するための作品の下絵として制作された。この絵画は2000年にカハ・マドリード (Caja Madrid) より税の代わりの物納としてスペイン政府に取得され、以来、マドリードのプラド美術館に所蔵されている。

## 作品
1636年、フェリペ4世は、ルーベンスに狩猟館を飾るための神話画連作を委嘱した。全60点以上の神話を主題とした油彩画からなるこの計画のうち、いくつかはルーベンス自身が手掛け、残りはアントウェルペンで彼の指示のもとに仕事をしていた他の画家たちに振り分けられた。とはいえ、ルーベンスは、彼の助手たちが最終的な完成作を制作できるようにすべての作品のための小さな下絵をごく軽いタッチで描き、構図、人物の動き、色彩、明暗の部分を決定した。このような小さな下絵にも彼の優れた技量が示されている。
これら下絵の中でも、本作はその躍動感と表現力で最も際立った作品の1つである。また、他の下絵に比べて、人物像、動物、風景はより高い完成度を示している。非常に横長の構図も特徴の1つである。この絵画で、ディアナは頭部についている三日月型の王冠により識別される。彼女はさまざまなニンフに伴われ、犬とともにシカを狩っている。女性たちがいる画面左側は明るい光に照らされ、動物たちのいる右側は暗くなっている。また、シカを襲っている犬たちの獰猛さが際立ち、それほど激していない女性たちとは対照的である。なお、画面には、振り上げられていたディアナの腕が下げられた変更の跡がはっきりと見える。
なお、本作の構図はフランス・スナイデルスとルーベンスの共作で、ルーベンスの2回目のスペイン訪問時にフェリペ4世に献上された『シカを狩るディアナとニンフたち』といくつかの類似点があるが、オリジナル作品は旧マドリード王宮の火災で失われている。